# 小樽燴炒麵

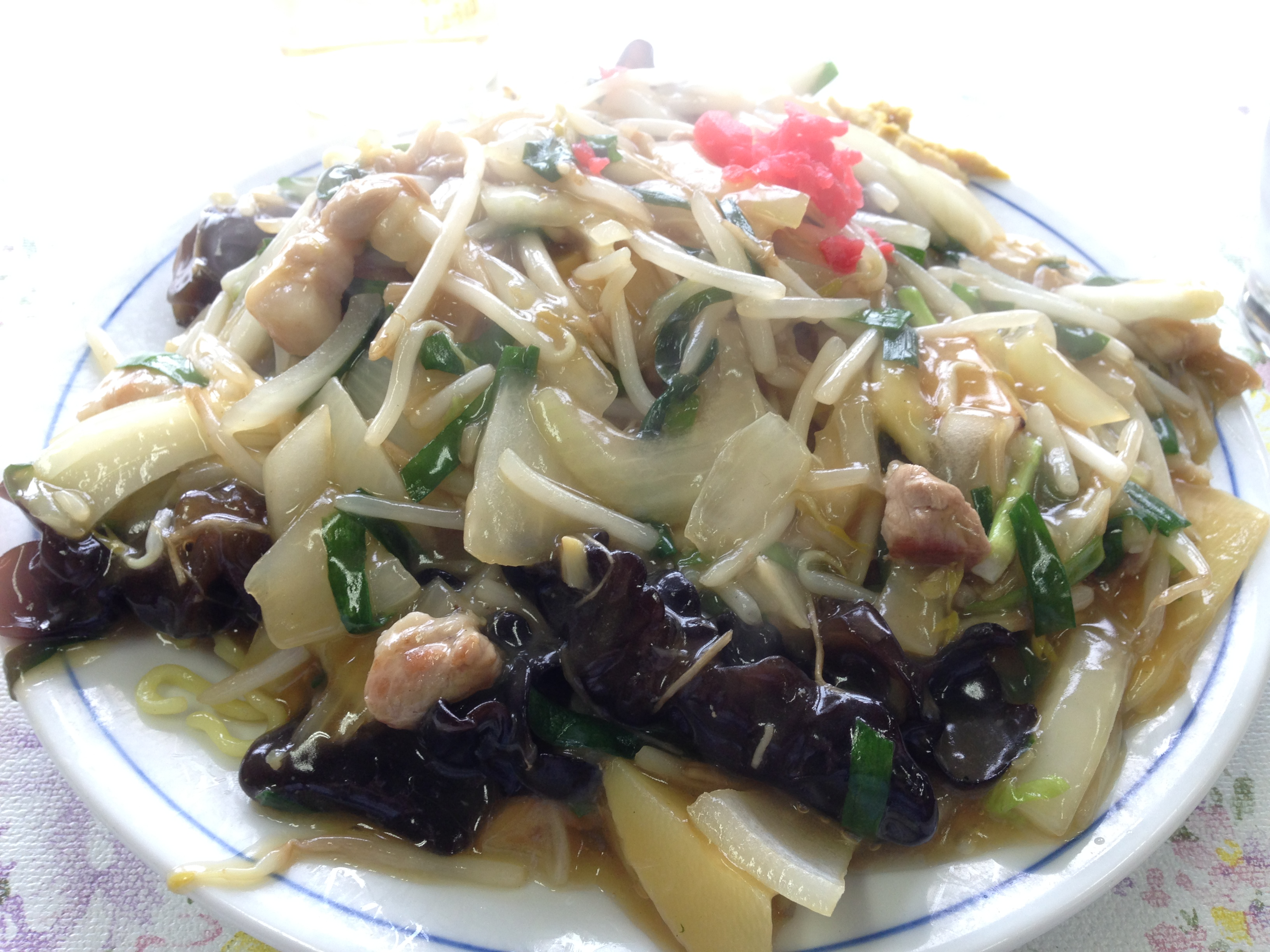
小樽市花園「五香飯店」的燴炒麵，為《小樽燴炒麵事典》所介紹的店鋪之一。

小樽燴炒麵（日语：／ Otaru Ankake Yakisoba）是北海道小樽市內多家餐館的招牌日式炒麵，自昭和30年代開始風靡小樽市，至今仍備受市民喜愛。這道美食在2010年代被當地民間團體積極推廣，旨在振興人口日益減少的小樽市，並使其成為小樽的地標性B級美食。小樽燴炒麵以其獨特的製作方法和豐富的配料而聞名，通常包括燒至金黃的麵條，搭配大量的海鮮、肉類和蔬菜，淋上濃稠的勾芡。
小樽燴炒麵的歷史可以追溯到1957年，當時一家名為「梅月」的中餐館將其特製的「五目燴炒麵」納入菜單，並迅速贏得了大批顧客的喜愛。然而，有證據顯示早在1950年，小樽市內的其他中餐館如「羅爾餐廳」和「來來軒」也已經供應類似的燴炒麵。燴炒麵在昭和時期30年代已在小樽市內風靡一時，並成為眾多餐館的熱門菜式。
在21世紀初，為了進一步推廣這道美食和振興當地經濟，小樽市成立了「小樽燴炒麵公關委員會」和「小樽燴炒麵親衛隊」，並通過一系列活動和比賽如B-1美食大賽，提升了燴炒麵的知名度。2013年，小樽商科大學的學生們編寫並出版了《小樽燴炒麵事典》，進一步推動了這道美食的普及。
小樽燴炒麵不僅成為了小樽市的地方特色美食，也在日本全國內獲得了廣泛的認可。2022年，日本文化廳將其列入「100年食品」企劃的「未來」項目，彰顯了其在日本飲食文化中的重要地位。

## 歷史
小樽市在二戰經歷了一段繁榮期，當時人口和物資通過貿易匯聚，帶動了眾多酒店和旅館的興盛。為了滿足旅客的味蕾，不少餐館從全國廣泛招募廚師，特別是中華料理師傅。由於罐頭食品的流行和小樽作為港口城市的地理優勢，使得外來食材供應豐富，進一步推廣了中華料理。然而，隨著昭和中期經濟的衰退，市內的許多酒店和旅館相繼關門，導致這些中華料理廚師開始獨立創業，開設自己的餐館。正是在這樣的背景下，燴炒麵應運而生。
關於小樽燴炒麵的起源，比較可信的說法是，它源於1957年遷址到小樽市稻穗的中餐館「梅月」的「五目燴炒麵」。該店在1944年作為高級料理旅館開業，後來因火災於1957年重開為中餐館，並將燴炒麵納入菜單；這種在炒麵上淋上豐富餡料的美食就在此時誕生。該店在創立初期就憑借平實的價格吸引了大量的觀光客，特別是背包族的喜愛。同時，小樽市民在市中心購物之後，也會選擇來此店品嘗美味的燴炒麵。初代店主近藤庫司不僅開辦了日本中華料理士協會小樽分會，以推廣中華料理、培訓廚師，還定期組織小樽市內的廚師和經營者研討會，有效推廣了中華料理的普及。而在第二代店主近藤祐司的經營下，梅月達到巔峰，近藤祐司積極分享食譜，進一步推廣了燴炒麵在小樽市內的普及。
然而，後續的調查顯示，早在1950年左右，小樽市內的其他中餐館，如「羅爾餐廳」（レストラン・ロール）和「來來軒」，已經開始供應燴炒麵。特別是羅爾餐廳，在1952年左右的菜單上，已明確列出了「炒麵」和「八寶炒麵」。此外，1950年在小樽市花園開業的「自來店」，繼承了來來軒的菜單，也確認有提供燴炒麵。鑒於燴炒麵作為員工餐料理在日本全國中餐館中非常常見，有觀點認為其起源可能早於「梅月」。此外，有人認為在戰前，小樽市內眾多酒店和料亭從東京都和京都府雇用的廚師，正是將燴炒麵技術帶入小樽，並使其在港口工人間廣泛流傳的關鍵人物。
無論如何，燴炒麵在昭和時期的30年代，已在小樽市內風靡一時。燴炒麵不僅能填飽肚子，而且在冬天能提供溫暖，因而受到眾多餐館的青睞，被視為「時髦的午餐」。當時的小樽市活力四射，擁有三家百貨公司，市民們在購物之後，品嚐一盤燴炒麵成為一種假日的例行活動。在昭和30年代後期，隨著購物、看電影後享用中餐成為新潮流，燴炒麵成為最受歡迎的菜式之一。
1962年在小樽的丸井今井百貨公司小樽店舉辦的綜合料理展示會上，燴炒麵這一道大眾美食也登上了大雅之堂。過去的展示會多以高級料理為主角，但1962年的展示會上，燴炒麵作為親民佳餚登上舞台，這反映了小樽當時燴炒麵的人氣急升，越來越多的餐館開始學習制作這道美食。
隨著時代從平成進入令和，小樽這個港口城市過去繁華的老牌中餐館和拉麵店多數已淡出歷史舞台；取而代之的是一群由年輕一代經營的餐館，他們在延續傳統的同時，也並開創了新的篇章。2022年，日本文化廳為了將地方飲食文化傳承下去，並向國內外弘揚，特設了「100年食品」企劃，其中昭和以後誕生並旨在未來100年繼承的「未來」項目中，燴炒麵赫然在列。

## 特色

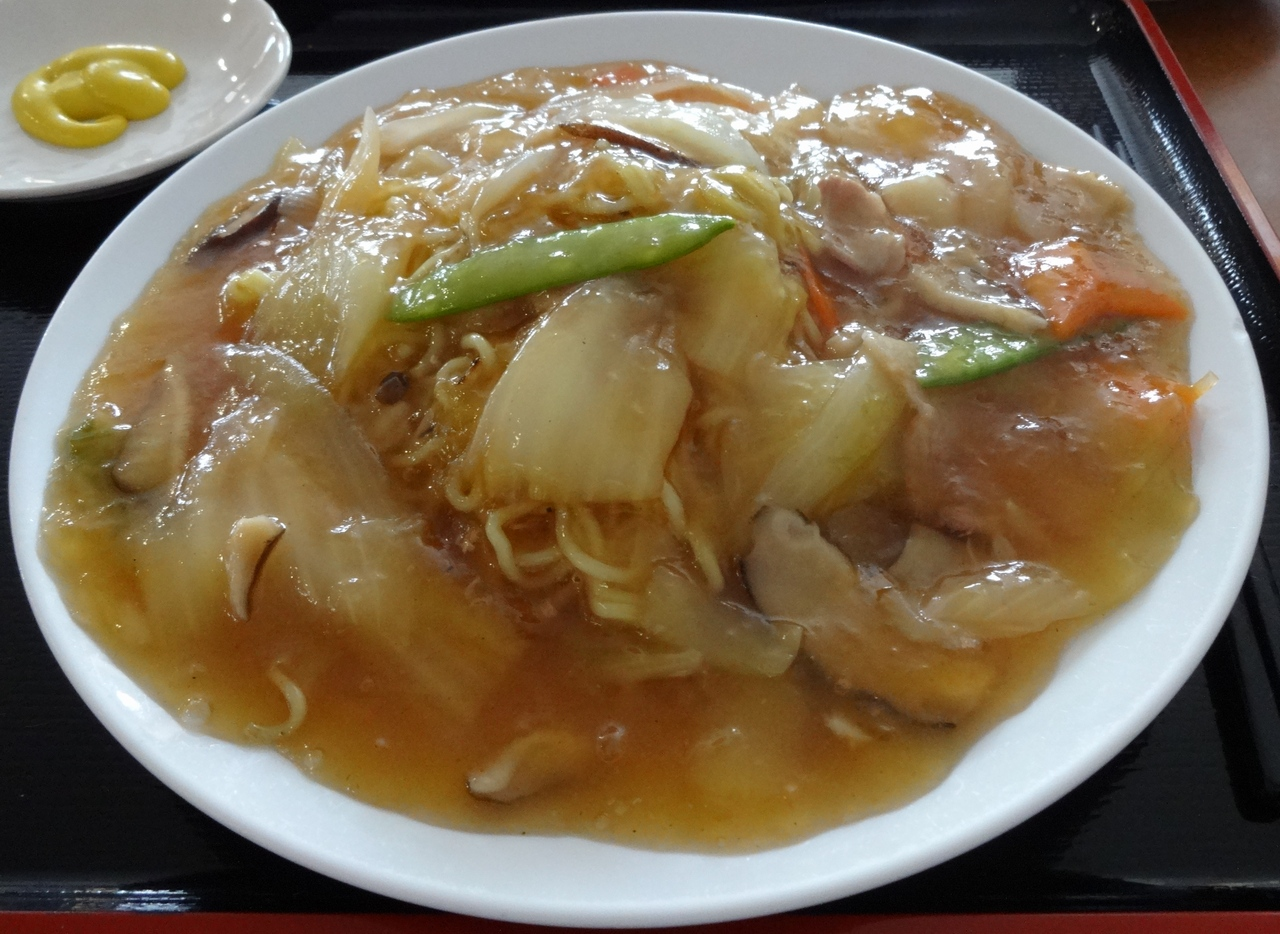
小樽市手宮及新光的溫浴設施「湯之花」餐廳的燴炒麵，為《小樽燴炒麵事典》所介紹的店鋪之一，亦是該處最受歡迎的菜式。

根據「小樽燴炒麵公關委員會」的說法，「小樽燴炒麵」主要指小樽市內及周邊飲食店提供的以海鮮為主料的五目燴炒麵。同樣地，民間團體「小樽燴炒麵親衛隊」也將其視為小樽市及周邊地區餐館的五目燴炒麵。
雖然小樽市內的各店鋪沒有統一的特色，但通常包含燒至金黃的麵條，再澆上大量豐富的配料，如濃稠的勾芡和多樣的食材。但這些並非固定規則，各店鋪在烹調方法和擺盤上獨具匠心，呈現了多種口味。小樽燴炒麵超過60年的歷史孕育了各種風味，每家店鋪都有自己的特色，因此有「店鋪數量等於口味數量」的說法。上述的團體對「小樽燴炒麵」沒有明確的定義或製作標準，而是鼓勵每家店鋪發揮獨創性。芥末、醋、紅薑等配料是常見選擇，但具體配料因店鋪而異。
在詞典中，燴炒麵有時被視為乾炸炒麵（類似上海兩面黃的一種麵料理）的同義詞，但根據小樽燴炒麵各店鋪的平均特徵，兩者存在差異：
|            | 小樽燴炒麵                       | 乾炸炒麵                     |
| ---------- | -------------------------------- | ---------------------------- |
| 麵         | 在油中煎至金黃，保留了煮麵的口感 | 在大量油中炸製，口感更為酥脆 |
| 澆頭的分量 | 覆蓋在麵條上，甚至溢出           | 僅限於麵條範圍內             |
| 配料       | 常配以紅薑、芥末、醋等           | 不常見這些配料               |

燴炒麵的配料豐富，含有肉、魚貝類和蔬菜，因此能補充蛋白質、維生素和礦物質。由於能攝取人體活動所需的三大營養素——脂肪、碳水化合物、蛋白質，故被認為有益於現代人的疲勞恢復。小樽市內的中餐館、拉麵店、定食屋、食堂、西餐廳、咖啡館、酒吧、酒店、公眾浴場、麻將館、滑雪場、高爾夫球場、卡拉OK廂房、宴會的壓軸料理等各種場所都提供燴炒麵，並深受歡迎。據估計，小樽市內的燴炒麵專賣店近百家，成為小樽的代表性美食。在小樽，提及「炒麵」通常指的是燴炒麵，而不是一般的醬燒炒麵。
小樽作為港口城市，以豐富的新鮮海產聞名，因此燴炒麵中的魚貝類配料格外美味味，被視為與小樽海產豐富的特色相匹配的菜單。然而，由於其在地產銷的元素相對較少，有人批評其「不夠具小樽風格」，但由於其深植於市民中的歷史，經過60多年的發展，小樽市民創造並維護了這種獨特的飲食文化，被認為是小樽市人口下降背景下，促進城市再生的有力王牌。2017年，有觀點認為燴炒麵已經成為與壽司並駕齊驅的小樽名物。

## 民間反應
2010年代，小樽市內製麵公司「新日本海物產」的社長高田裕章發現，小樽市內超過一半的拉麵店都提供燴炒麵，且有高達20%至70%的顧客會點選這道菜。為了將這一道獨具小樽特色的美食文化推廣出去，高田裕章於2011年1月7日成立了「小樽燴炒麵公關委員會」，並在2013年之前，組織了一系列烹飪課程，並聯合市內店家籌辦印花收集活動。

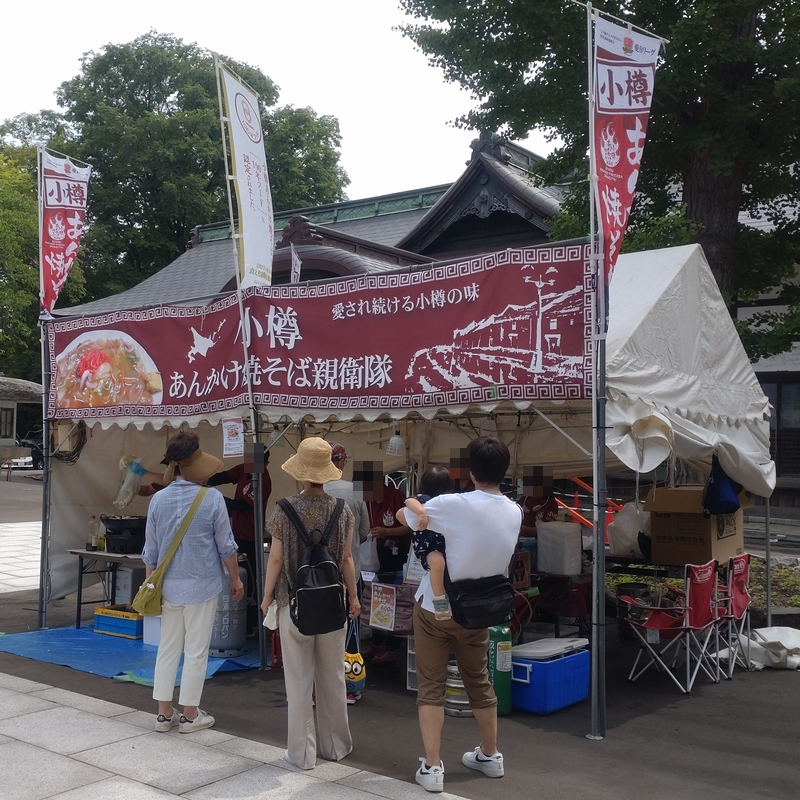
2023年7月在住吉神社的年度大祭上，由小樽燴炒麵親衛隊設立的攤位

次年，2012年，小樽商科大學（下稱「小樽商大」）教授江頭進擔任會長，創立了「小樽燴炒麵親衛隊」。這個團體的成立起因於一位調派到小樽的報社記者對市內眾多店鋪提供燴炒麵的現象進行報導，某家店鋪看到這篇報導後，認為燴炒麵是小樽獨特的飲食文化，可以作為推廣小樽的利器。隨之，小樽市政府和市民們紛紛加入此行列。儘管小樽市內有近百家店鋪供應燴炒麵，並且深受市民愛戴，但對外觀光客而言，小樽的美食名片仍以壽司為主。正是基於此，有志之士開始積極推廣小樽的城鎮振興活動，以燴炒麵為抓手，展現小樽市及周邊地區不為人知的旅遊景點、祭典、土產等魅力。「小樽燴炒麵公關委員會」在2013年發展性地解散，並與「小樽燴炒麵親衛隊」合併。此後，親衛隊作為一個獨立的市民團體，繼續在市內各店鋪間活躍。值得一提的是，小樽商科大學的學校祭——「綠丘祭」期間，江頭教授的研究室以「江頭亭」的名義提供了燴炒麵，得到市內中華餐館「龍鳳」的專業指導，甚至有時龍鳳的店長親自到「江頭亭」掌勺，深受參觀者喜愛。
在2011年日本東北地方太平洋近海地震後，兩個團體在小樽市內各店鋪發動募捐，為來自福島縣等地到小樽避難的家庭提供了慰問金和物資，並在點選燴炒麵時提供折扣。為減少福島第一核電廠事故的影響，他們還推出使用福島產蔬菜的燴炒麵，進行了一系列支援行動。
此外，個人層面的民間活動也早於兩個團體之前開始，2010年9月，一位居住在小樽的公司職員在個人網誌上開始分享關於燴炒麵的店鋪信息，並模仿女性偶像團體AKB48，以「AKY48」為題目，介紹了市內48家店鋪。這一創意源自2010年北海道新聞的一篇文章，文中提到「小樽市內有眾多提供燴炒麵的店鋪」。2011年6月，還舉辦了類似AKB48總選舉的「AKY總選舉」，在小樽市內引起話題。儘管這是一個個人活動，但「小樽燴炒麵親衛隊」的官方網站將其形容為一個「草分式（即先驅式）入口網站」。

## B-1美食大賽
2013年，「小樽燴炒麵親衛隊」因其城鎮振興活動的表現優秀，以及作為市民自發組織而非餐飲業者的獨特性，獲得了「B-1美食節」主辦單位——「B級當地美食振興協會」的準會員資格。在同年北海道和東北地區的B-1美食節裡，「小樽燴炒麵親衛隊」的攤位排隊時間竟長達150分鐘，盛況空前，大大增強了燴炒麵的知名度。
2014年，親衛隊晉升為B-1美食節的正式會員，並在10月於福島縣郡山市舉辦的第9屆全國大賽中首次參賽，順利取得第9名的佳績。透過參與B-1美食節等活動，小樽燴炒麵的知名度在全國迅速提升。
2015年，小樽燴炒麵在JR秋葉原站高架下的商業設施「B-1美食節食堂AKI-OKA CARAVANE」中，與其他7種當地美食一同被選入新菜單（此設施在2016年關閉）。在2019年的B-1美食節明石大賽中，小樽燴炒麵再次表現出色，獲得殿軍。

## 書籍

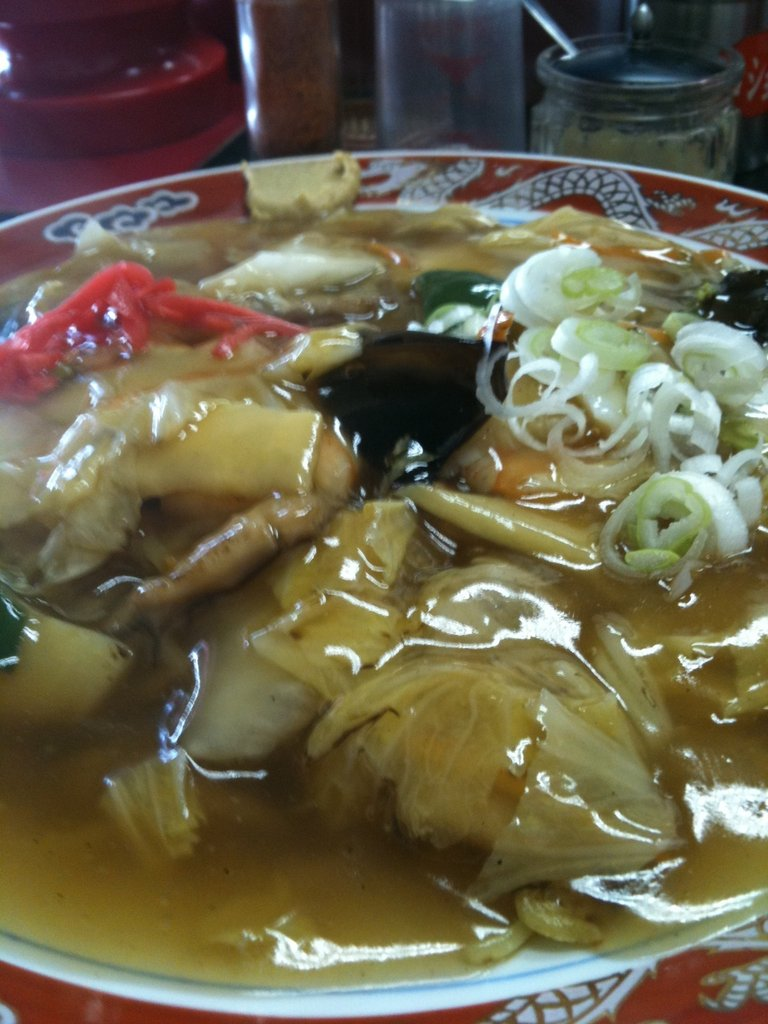
小樽市新光「福來軒」的燴炒麵，為《小樽燴炒麵事典》所介紹的店鋪之一。

2013年，在「小樽燴炒麵親衛隊」會長江頭進的倡導下，小樽商大的學生們編寫了一本匯集了市內64家提供燴炒麵的店鋪信息的《小樽燴炒麵事典》，並於同年9月在小樽和札幌的書店上架發售。據江頭表示，小樽商大在2011年發行《小樽燴拉麵事典》時發現，小樽不像函館和旭川以拉麵聞名，小樽市民在拉麵店更常點的反而是燴炒麵。隨著「小樽燴炒麵公關委員會」的成立，市民運動開始活躍，調查結果顯示燴炒麵與小樽的歷史有著密切的聯繫，因此決定編輯這本書。其目的不僅是研究小樽的當地美食燴炒麵，同時也是通過它來解讀小樽的經濟變遷，以及將在小樽活動的人們的記憶傳承給下一代。
這本書在發售後的兩周內，2000冊的首版就已經售罄，緊急加印了4000冊。江頭指出，學生們編製的地方介紹書籍在日本各地都有，但銷量能超過1000冊的實在少見，這是一個非常突出的銷售成績。小樽市內的書店反應，事典在兩個月內就賣出了286冊，相比之下，即使是小說家村上春樹的新作在半年內也才賣出344冊，這顯示了該書的銷售速度非常快。
書中提到的一家店鋪，小樽市稻穗的中餐館「東香樓」，在發售後的兩個月內接待了5組持有本書的顧客，燴炒麵的訂單增加了約一成，證明了本書的銷售對各店鋪的銷售額有著顯著的拉抬效果。
《小樽燴炒麵事典》計劃每4到5年出版一次，2017年出版了反映小樽市內新開業和關閉店鋪情況的版本，2022年又出版了反映市內店鋪變化以及再調查和採訪內容的新版本。由於2021年小樽商大與北海道上川町簽署了全面合作協定，《小樽燴炒麵事典2022》中還收錄了上川町的6家拉麵店。

## 市面產品

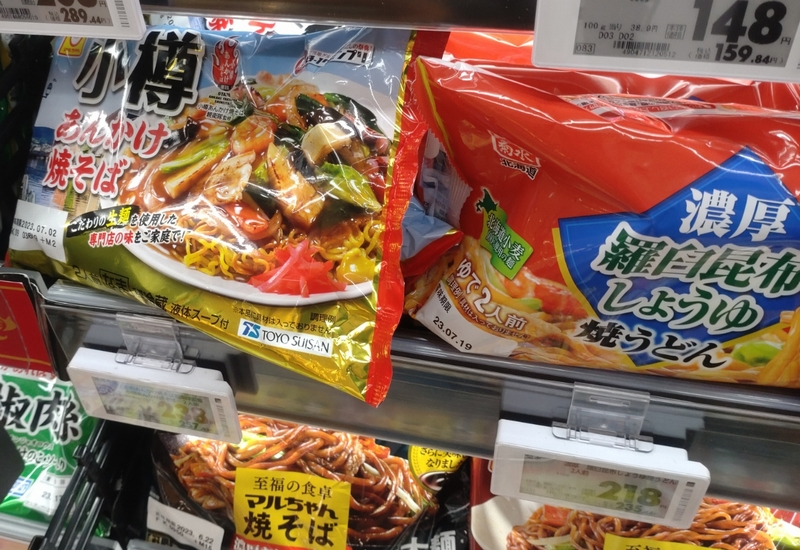
東洋水產推出了以「一個平底鍋即可品嘗正宗當地美味」為概念的冷藏燴炒麵（左上）。

日本OK Sunkus便利店於2011年11月至12月期間，在全北海道190家門店限量發售，由「小樽燴炒麵親衛隊」認證的燴炒麵，其料酒使用的是小樽市內的老字號酒造廠「田中酒造」的產品。在2014年首次參加「B-1美食大賽」時，該產品由「小樽燴炒麵親衛隊」監修，並於同年6月開始發售，由於反響良好，同年10月再次發售。
羅森便利店抓住了《小樽燴炒麵事典》的熱銷契機，於2014年2月起在北海道內的600家門店發售小樽燴炒麵。通常，羅森的新款燒炒麵在發售首月的銷量能達到1萬份以上，但次月銷量會急劇下滑，大多新品逐漸淡出市場；然而，「小樽燴炒麵」在發售首月的銷量就達到5.2萬份，次月仍可賣出2.6萬份，創下燒炒麵新品在北海道地區的羅森便利店史上的最高銷量記錄。這兩個月內，燒炒麵的銷量使北海道地區羅森便利店的總體銷量同比增長約80%，整體麵食銷量也增長2%，使北海道成為全日本唯一銷量增長的地區。因此，羅森將原本預定於同年3月底結束的銷售期延長至無定期。
在參加「B-1美食大賽」後，由於來自西日本等地全國各地的需求，自2014年起開始發售含有生麵的「小樽燴炒麵」，並在小樽市內及JR北海道札幌站的土特產店進行銷售。
在「小樽燴炒麵親衛隊」的監修下，小樽市內製麵公司阿部製麵自2016年起開始銷售能重現燴炒麵味道的原創醬料。2020年8月，位於小樽市內的「東洋水產」北海道工廠推出了以「一個平底鍋即可品嘗正宗當地美味」為概念的冷藏燴炒麵（日语：マルちゃん 小樽あんかけ焼そば親衛隊監修 小樽あんかけ焼そば），僅在北海道地區限量發售。東洋水產的負責人表示，這一舉措旨在助力地方振興。次年9月，東洋水產推出了同系列的杯裝日式炒麵「日式炒麵便當」，以「日语：」為名，僅在北海道地區限量發售。

## 出處
1. ↑  . 新千歲機場. 2024-08-23  [2024-08-03].
2. ↑  . Live Japan Perfect Guide. 2024-08-23  [2024-08-03].
3. ↑   (新闻稿). すかいらーく. 2019-09-05  [2020-05-15].
4. 1 2 3  山本編 2013，第100頁
5. 1 2 3 4 5 6 7  小樽商科大学江頭ゼミ 2013，第9頁
6. 1 2 3  . マイナビニュース. マイナビ. 2015-10-18  [2022-04-02].
7. 1 2 3 4  JTBパブリッシング 2016，第116頁
8. 1 2 3 4 5 6 7  小樽商科大学江頭ゼミ 2022，第87-88頁
9. 1 2 3 4  . 小樽チャンネルマガジン (K2). 2015-12, (1): 20  [2022-12-25].
10. 1 2 3 4 5 6 7  . 小樽あんかけ焼そば親衛隊.   [2015-01-26].
11. 1 2 3 4  江頭進. . 小樽チャンネルマガジン. 2016-3, (4): 22  [2022-12-25].
12. 1 2 3  森他編 2013，第59頁
13. 1 2 3 4 5 6  志村直.  . 北海道新聞 朝刊 (北海道新聞社). 2014-04-23: 12 （日语）.
14. 1 2  . 北海道新聞 朝刊. 2013-9-11: 34  [2013-9-23]. （原始内容存档于2015-01-31） （日语）.
15. 1 2  宮本夕梨華.  . 北海道新聞 樽A朝刊. 2022-03-17: 16 （日语）.
16. 1 2  . 小樽ジャーナル. 2022-03-10  [2022-04-02].
17. 1 2 3 4  小樽商科大学江頭ゼミ 2022，第86頁
18. 1 2 3  小樽商科大学江頭ゼミ 2013，第89-90頁
19. ↑  小樽商科大学江頭ゼミ 2017，第85頁
20. 1 2 3  米林千晴.  (PDF). 北海道新聞 朝刊. 2014-10-28: 10  [2015-01-26]. （原始内容 (PDF)存档于2024-07-12） （日语）.
21. 1 2 3  高橋徹. . 日本経済新聞 夕刊 (日本経済新聞社). 2020-7-9: 8  [2022-04-02] （日语）.
22. 1 2  小樽商科大学江頭ゼミ 2022，第91-92頁
23. ↑  小樽商科大学江頭ゼミ 2013，第50頁
24. 1 2  . 小樽あんかけ焼そばPR委員会.   [2015-30-29]. （原始内容存档于2013-04-13）.
25. ↑  . コトバンク.   [2022-12-25].
26. ↑  . ニッポン放送 NEWS ONLINE. ニッポン放送. 2018-05-30  [2022-12-25].
27. 1 2 3 4 5 6  小樽商科大学江頭ゼミ 2022，第39頁
28. ↑  小樽商科大学江頭ゼミ 2022，第54頁
29. 1 2 3   (PDF). イー・シー・プロ: 8. 2011  [2022-04-02].[]
30. 1 2 3  千石 2011，第116-117頁
31. 1 2  . 小樽市. 2020-11-4  [2015-01-27].
32. 1 2  米林千晴.  . 北海道新聞 樽C版 朝刊. 2011-01-29: 27 （日语）.
33. ↑  小樽商科大学江頭ゼミ 2013，第31頁
34. ↑  勇翔. . CBC電視台. 2022-02-16  [2022-4-2].
35. 1 2  . 読売新聞 東京朝刊 (讀賣新聞社). 2014-11-1: 32  [2015-01-28]. （原始内容存档于2015年1月31日） （日语）.
36. ↑  . 月刊小樽自身. 小樽観光協会. 2022-10-25  [2022-12-25].
37. 1 2  野瀬泰申. . NIKKEI STYLE. 日本経済新聞社. 2013-7-19  [2015-01-28]. （原始内容存档于2015-01-31）.
38. ↑  . ズームイン!!サタデー. 日本電視台. 2013-09  [2015-03-09]. （原始内容存档于2015-03-09）.
39. ↑  . 地域新聞ふりっぱー. 総合商研. 2013-12  [2015-03-09]. （原始内容存档于2015年3月9日）.
40. ↑  . ぐるなび.   [2015-01-28]. （原始内容存档于2015-01-28）.
41. ↑  千石 2011，第118頁
42. 1 2  鷹巣有希. . 日本経済新聞 夕刊. 2017-12-12: 7  [2022-04-02] （日语）.
43. ↑   . 北海道新聞 樽A版 朝刊. 2011-11-17: 24 （日语）.
44. ↑  竹中達哉.  . 北海道新聞 樽A版 朝刊. 2012-11-23: 28 （日语）.
45. ↑  小樽商科大学江頭ゼミ 2022，第73頁
46. ↑  . 小樽あんかけ焼そば親衛隊. 2013-03-01  [2015-01-26].
47. ↑  小樽商科大学江頭ゼミ 2017，第9頁
48. ↑  米林千晴.  . 北海道新聞 樽B版 朝刊. 2011-4-13: 25 （日语）.
49. ↑  米林千晴.  . 北海道新聞 夕後版 夕刊. 2011-07-13: 9 （日语）.
50. ↑  志村直.  . 北海道新聞 樽A版 朝刊. 2014-01-25: 28 （日语）.
51. ↑   . 北海道新聞 樽B版 朝刊. 2011-08-20: 27 （日语）.
52. ↑  志村直.  . 北海道新聞 樽A版 朝刊. 2014-06-27: 26 （日语）.
53. ↑   . 北海道新聞 樽C版 朝刊. 2010-07-27: 23 （日语）.
54. ↑  . 小樽あんかけ焼そば親衛隊.   [2015-01-29]. （原始内容存档于2023-09-28）.
55. ↑   . 北海道新聞 樽A版 朝刊. 2013-07-10: 28 （日语）.
56. ↑  . 後志総合振興局. 2013-02-03  [2015-03-09]. （原始内容存档于2015-03-09）.
57. ↑  . 流通ニュース. 株式会社流通ニュース. 2016-10-20  [2022-04-02].
58. ↑  . 小樽ジャーナル. 2019-11-25  [2022-12-25].
59. 1 2  小樽商科大学江頭ゼミ 2022，第1頁
60. 1 2 3 4  志村直.  . 北海道新聞 樽B版 朝刊. 2013-11-19: 29 （日语）.
61. 1 2  小樽商科大学江頭ゼミ 2022，第97頁
62. ↑  小樽商科大学江頭ゼミ 2017，第1頁
63. ↑  小樽商科大学江頭ゼミ 2017，第97頁
64. 1 2  . 小樽ジャーナル. 2022-12-23  [2022-12-25].
65. ↑  米林千晴.  . 北海道新聞 樽A版 朝刊. 2011-11-05: 26 （日语）.
66. ↑  . 小樽ジャーナル. 2011-11-08  [2015-01-27].
67. 1 2  . 小樽あんかけ焼そば親衛隊. 2014-10-28  [2018-4-22].
68. ↑  . 小樽ジャーナル. 2014-06-06  [2015-01-27].
69. ↑  . ローソン. 2014-2  [2015-01-27]. （原始内容存档于2015-01-31）.
70. ↑  . 朝日新聞 北海道朝刊 (朝日新聞社). 2014-02-04: 30  [2015-01-26]. （原始内容存档于2015-01-31） （日语）.
71. 1 2 3  志村直. . 北海道新聞 樽A版. 2014-04-10: 24  [2015-01-25]. （原始内容存档于2015-01-31） （日语）.
72. ↑  志村直.  . 北海道新聞 樽B版 朝刊. 2014-11-01: 25 （日语）.
73. ↑  三沢邦彦. . 毎日新聞 北海道朝刊 (毎日新聞社). 2016-2-15: 31  [2018-04-22]. （原始内容存档于2018-04-22） （日语）.
74. ↑  . 小樽経済新聞. 小樽コンサルティング. 2020-8-18  [2020-11-14]. （原始内容存档于2023-07-16）.
75. ↑  . e-kensin. 北海道建設新聞社. 2022-09-14  [2023-06-16].[]
76. ↑  . たびらい. パム. 2020-09-25  [2020-11-14].
77. ↑  古川敦. . ネタとぴ. インプレス. 2020-09-07  [2020-11-14].

## 外部連結
- 小樽あんかけ焼そば親衛隊
- 小樽あんかけ焼そば親衛隊的Facebook專頁
- 小樽AKY48☆小樽あんかけ焼そば親衛隊的X（前Twitter）